# Брудня
Брудня (пол. Brudnia) — село в Польщі, у гміні Домброва-Біскупія Іновроцлавського повіту Куявсько-Поморського воєводства.
Населення — 183 особи (2011).
У 1975-1998 роках село належало до Бидгощського воєводства.

## Демографія
Демографічна структура станом на 31 березня 2011 року:
|          | Загалом | Допрацездатний вік | Працездатний вік | Постпрацездатний вік |
| -------- | ------- | ------------------ | ---------------- | -------------------- |
| Чоловіки | 95      | 22                 | 59               | 14                   |
| Жінки    | 88      | 13                 | 56               | 19                   |
| Разом    | 183     | 35                 | 115              | 33                   |